# Liste des objets du New General Catalogue
Pour un article plus général, voir New General Catalogue.
Cet article présente une partie de la liste des objets du New General Catalogue. Les identifications erronées et des erreurs repérées dans le catalogue ne sont pas rectifiées ici. Ainsi, par exemple, certains objets apparaissent sous plusieurs numéros NGC différents.

## 1-1000
- NGC 1 - une galaxie spirale dans la constellation de Pégase
- NGC 2 - une galaxie spirale dans la constellation de Pégase
- NGC 3 - une galaxie dans la constellation des Poissons
- NGC 4 - une très petite galaxie dans la constellation des Poissons
- NGC 5 - une galaxie elliptique dans la constellation d'Andromède
- NGC 6 - une galaxie dans la constellation d'Andromède, aussi connue sous le nom de NGC 20
- NGC 7 - une galaxie spirale dans la constellation du Sculpteur
- NGC 8 - une étoile binaire dans la constellation de Pégase
- NGC 9 - une galaxie particulière dans la constellation de Pégase
- NGC 10 - une galaxie spirale dans la constellation du Sculpteur
- NGC 11 - une galaxie spirale dans la constellation d'Andromède
- NGC 12 - une galaxie spirale dans la constellation des Poissons
- NGC 13 - une galaxie dans la constellation d'Andromède
- NGC 14 - une galaxie dans la constellation de Pégase
- NGC 15 - une galaxie spirale dans la constellation de Pégase
- NGC 16 - une galaxie spirale dans la constellation de Pégase
- NGC 17 - une galaxie dans la constellation de la Baleine, connue aussi sous le nom NGC 34
- NGC 18 - une étoile binaire dans la constellation de Pégase
- NGC 19 - une galaxie spirale dans la constellation d'Andromède
- NGC 20 - voir NGC 6
- NGC 21 - une galaxie spirale dans la constellation d'Andromède, connue aussi sous le nom NGC 29
- NGC 22 - une galaxie spirale dans la constellation de Pégase
- NGC 23 - une galaxie spirale dans la constellation de Pégase
- NGC 24 - une galaxie spirale dans la constellation de Sculpteur
- NGC 25 - une galaxie dans la constellation du Phénix
- NGC 26 - une galaxie spirale dans la constellation de Pégase
- NGC 27 - une galaxie spirale dans la constellation d'Andromède
- NGC 28 - une galaxie elliptique dans la constellation du Phénix
- NGC 29 - voir NGC 21
- NGC 30 - une étoile binaire dans la constellation de Pégase
- NGC 31 - une galaxie spirale dans la constellation du Phénix
- NGC 32 - une étoile dans la constellation de Pégase
- NGC 33 - une étoile binaire dans la constellation des Poissons
- NGC 34 - voir NGC 17
- NGC 35 - une galaxie dans la constellation de la Baleine
- NGC 36 - une galaxie spirale dans la constellation des Poissons
- NGC 37 - une galaxie dans constellation du Phénix
- NGC 38 - une galaxie dans la constellation des Poissons
- NGC 39 - une galaxie spirale dans la constellation d'Andromède
- NGC 40 - une nébuleuse planétaire dans la constellation de Céphée
- NGC 41 - une galaxie dans constellation de Pégase
- NGC 42 - une galaxie dans la constellation de Pégase
- NGC 43 - une galaxie dans la constellation d'Andromède
- NGC 44 - une étoile binaire dans la constellation d'Andromède
- NGC 45 - une galaxie spirale dans constellation de la Baleine
- NGC 46 - une étoile dans la constellation des Poissons
- NGC 47 - une galaxie spirale dans la constellation de la Baleine, connue aussi sous le nom NGC 58
- NGC 48 - une galaxie spirale dans la constellation d'Andromède
- NGC 49 - une galaxie dans la constellation d'Andromède
- NGC 50 - une galaxie dans la constellation de la Baleine
- NGC 51 - une galaxie dans la constellation d'Andromède
- NGC 52 - une galaxie spirale dans la constellation de Pégase
- NGC 53 - une galaxie dans la constellation du Toucan
- NGC 54 - une galaxie spirale dans la constellation de la Baleine
- NGC 55 - une galaxie spirale barrée dans la constellation du Sculpteur
- NGC 56 - inexistant (mauvaise identification)
- NGC 57 - une galaxie elliptique irrégulière dans la constellation des Poissons
- NGC 58 - voir NGC 47
- NGC 59 - une galaxie spirale dans la constellation de la Baleine
- NGC 60 - une galaxie spirale dans la constellation des Poissons
- NGC 61 - une galaxie dans la constellation des Poissons
- NGC 62 - une galaxie dans la constellation de la Baleine
- NGC 63 - une galaxie spirale dans la constellation des Poissons
- NGC 64 - une galaxie spirale dans la constellation de la Baleine
- NGC 65 - une galaxie dans la constellation de la Baleine
- NGC 66 - une galaxie spirale dans la constellation de la Baleine
- NGC 67 - une galaxie elliptique dans la constellation d'Andromède
- NGC 68 - une galaxie dans la constellation d'Andromède
- NGC 69 - une galaxie dans la constellation d'Andromède
- NGC 70 - une galaxie spirale dans la constellation d'Andromède
- NGC 71 - une galaxie dans la constellation d'Andromède
- NGC 72 - une galaxie spirale dans la constellation d'Andromède
- NGC 73 - une galaxie spirale dans la constellation de la Baleine
- NGC 74 - une galaxie dans la constellation d'Andromède
- NGC 75 - une galaxie dans la constellation des Poissons
- NGC 76 - une galaxie dans la constellation d'Andromède
- NGC 77 - une galaxie dans la constellation de la Baleine
- NGC 78 - une galaxie spirale dans la constellation des Poissons
- NGC 79 - une galaxie dans la constellation d'Andromède
- NGC 80 - une galaxie dans la constellation d'Andromède
- NGC 81 - une galaxie dans la constellation d'Andromède
- NGC 82 - une étoile dans la constellation d'Andromède
- NGC 83 - une galaxie elliptique dans la constellation d'Andromède
- NGC 84 - une étoile dans la constellation d'Andromède
- NGC 85 - une galaxie dans la constellation d'Andromède
- NGC 86 - une galaxie dans la constellation d'Andromède
- NGC 87 - une galaxie dans la constellation du Phénix, membre du Quartette de Robert
- NGC 91 - une galaxie spirale dans la constellation de Pégase
- NGC 99 - une galaxie spirale dans la constellation des Poissons
- NGC 103 - un amas ouvert dans la constellation de Cassiopée
- NGC 104 - un amas globulaire dans la constellation du Toucan
- NGC 129 - un amas ouvert dans la constellation de Cassiopée
- NGC 133 - un amas ouvert dans la constellation de Cassiopée
- NGC 146 - un amas ouvert dans la constellation de Cassiopée
- NGC 147 - une galaxie irrégulière membre du groupe local dans la constellation de Cassiopée
- NGC 157 - une galaxie spirale dans la constellation de la Baleine
- NGC 174 - une petite galaxie elliptique dans la constellation d'Andromède
- NGC 185 - une galaxie naine sphéroïdale dans la constellation de Cassiopée
- NGC 188 - un amas ouvert dans la constellation de Céphée
- NGC 189 - est un amas ouvert dans la constellation de constellation de Cassiopée.
- NGC 192 - une galaxie spirale dans la constellation de la Baleine
- NGC 196 - une petite galaxie dans la constellation de la Baleine
- NGC 197 - une petite galaxie dans la constellation de la Baleine
- NGC 201 - une galaxie spirale dans la constellation de la Baleine
- NGC 205 - M110, une galaxie dans la constellation d'Andromède
- NGC 206 - un complexe stellaire de supergéantes bleues dans la constellation d'Andromède
- NGC 210 - une galaxie spirale
- NGC 221 - M32, une galaxie dans la constellation d'Andromède
- NGC 224 - M31, la galaxie d'Andromède
- NGC 225 - le Sailboat Cluster, dans la constellation de Cassiopée
- NGC 246 - une nébuleuse planétaire dans la constellation de la Baleine
- NGC 247 -	une galaxie spirale dans la constellation de la Baleine
- NGC 253 - une galaxie spirale dans le groupe du Sculpteur, parfois appelé Silver Coin Galaxy
- NGC 255 - une petite galaxie spirale
- NGC 266 - une grande et éloignée galaxie spirale
- NGC 278 - une galaxie elliptique dans la constellation de Cassiopée
- NGC 281 - une nébuleuse dans la constellation de Cassiopée, est aussi surnommée Pacman
- NGC 288 - un amas globulaire dans la constellation du Sculpteur
- NGC 292 - le Petit Nuage de Magellan, une galaxie irrégulière dans la constellation du Toucan
- NGC 300 - une galaxie spirale dans le groupe du Sculpteur, constellation du Sculpteur
- NGC 309 - une galaxie spirale
- NGC 362 - un amas globulaire dans la constellation du Toucan
- NGC 381 - un amas ouvert dans la constellation de Cassiopée
- NGC 404 - une galaxie lenticulaire dans la constellation d'Andromède
- NGC 428 - une galaxie irrégulière très déformée
- NGC 457 - un amas ouvert, l'amas du hibou dans la constellation de Cassiopée
- NGC 467 - une galaxie elliptique dans la constellation des Poissons
- NGC 470 - une galaxie spirale dans la constellation des Poissons
- NGC 474 - une galaxie elliptique dans la constellation des Poissons
- NGC 488 - une galaxie spirale très enroulée dans la constellation des Poissons
- NGC 514 - une galaxie spirale éloigné
- NGC 520 - une masse très irrégulière (galaxie irrégulière) causée par la collision de deux galaxies
- NGC 524 - une galaxie lenticulaire dans la constellation des Poissons
- NGC 529 - une galaxie lenticulaire, faisant partie du groupe parfois appelé Hickson-10
- NGC 531 - une petite galaxie spirale, faisant partie du groupe parfois appelé Hickson-10
- NGC 536 - une galaxie spirale, faisant partie du groupe parfois appelé Hickson-10
- NGC 542 - une petite galaxie spirale, faisant partie du groupe parfois appelé Hickson-10
- NGC 581 - M103, un amas ouvert dans la constellation de Cassiopée
- NGC 588 - un objet dans la galaxie du Triangle
- NGC 592 - un objet dans la galaxie du Triangle
- NGC 595 - un objet dans la galaxie du Triangle
- NGC 598 - M33, la galaxie du Triangle dans la constellation du Triangle
- NGC 602 - un jeune amas ouvert d'étoiles situées dans le Petit Nuage de Magellan
- NGC 603 - une étoile triple dans la galaxie du Triangle
- NGC 604 - une grande région HII dans la galaxie du Triangle
- NGC 613 - une galaxie spirale barrée dans la constellation du Sculpteur
- NGC 615 - une galaxie spirale dans la constellation de la Baleine
- NGC 628 - M74, une galaxie spirale dans la constellation des Poissons
- NGC 650 - M76, la petite nébuleuse de Dumbbell (Le Petit Haltère)
- NGC 654 - un amas ouvert dans la constellation de Cassiopée
- NGC 659 - un amas ouvert dans la constellation de Cassiopée
- NGC 660 - une galaxie à anneau polaire dans la constellation des Poissons
- NGC 663 - un amas ouvert dans la constellation de Cassiopée
- NGC 672 - une galaxie spirale barrée dans la constellation du Triangle
- NGC 678 - une galaxie spirale
- NGC 680 - une galaxie elliptique
- NGC 681 - une galaxie spirale, identique à NGC 4594, la galaxie du Sombrero
- NGC 691 - une galaxie spirale dans la constellation du Bélier
- NGC 697 - une galaxie spirale barrée faible dans la constellation du Bélier
- NGC 744 - un amas ouvert dans la constellation de Persée
- NGC 752 - un amas ouvert dans la constellation d'Andromède
- NGC 770 - une galaxie spirale dans la constellation du Bélier
- NGC 772 - une galaxie spirale dans la constellation du Bélier
- NGC 803 - une galaxie spirale dans la constellation du Bélier
- NGC 821 - une galaxie elliptique dans la constellation du Bélier
- NGC 864 - une galaxie spirale dans la constellation de la Baleine
- NGC 869 - un amas ouvert dans la constellation de Persée
- NGC 877 - une galaxie spirale dans la constellation du Bélier
- NGC 884 - un amas ouvert dans la constellation de Persée
- NGC 891 - une galaxie spirale dans la constellation d'Andromède
- NGC 895 - une galaxie spirale
- NGC 896 - une nébuleuse diffuse dans la constellation de Cassiopée
- NGC 908 - une galaxie spirale (galaxie starburst) dans la constellation de la Baleine
- NGC 925 - une galaxie spirale barrée dans la constellation du Triangle
- NGC 936 - une galaxie spirale barrée dans la constellation de la Baleine
- NGC 945 - une galaxie spirale dans la constellation de la Baleine
- NGC 957 - une amas ouvert dans la constellation de Persée
- NGC 972 - une galaxie spirale faible dans la constellation du Bélier
- NGC 973 - une galaxie spirale
- NGC 976 - une galaxie spirale dans la constellation du Bélier
- NGC 985 - une galaxie annulaire dans la constellation de la Baleine
- NGC 986 - une galaxie spirale barrée dans la constellation du Fourneau

## 1001-2000
- NGC 1023 - une galaxie spirale dans la constellation de Persée
- NGC 1032 - une galaxie spirale dans la constellation de la Baleine
- NGC 1039 - M34, un amas ouvert dans la constellation de Persée
- NGC 1042 - une galaxie spirale dans la constellation de la Baleine
- NGC 1049 - un amas globulaire dans la constellation du Fourneau
- NGC 1055 - une galaxie spirale dans la constellation de la Baleine
- NGC 1068 - M77, une galaxie spirale de type galaxie de Seyfert dans la constellation de la Baleine
- NGC 1073 - une très faible galaxie spirale barrée dans la constellation de la Baleine
- NGC 1087 - une petite galaxie spirale dans la constellation de la Baleine
- NGC 1090 - une galaxie spirale dans la constellation de la Baleine
- NGC 1097 - une galaxie spirale barrée de type galaxie de Seyfert dans la constellation du Fourneau
- NGC 1128 - une galaxie active en interaction de l'amas de galaxies Abell 400, situé dans la constellation de la Baleine
- NGC 1144 - une galaxie spirale, irrégulière après une collision avec une galaxie elliptique
- NGC 1156 - une galaxie irrégulière faible dans la constellation du Bélier
- NGC 1160 - une galaxie spirale dans la constellation de Persée
- NGC 1169 - une galaxie spirale barrée dans la constellation de Persée
- NGC 1187 - une galaxie spirale barrée dans la constellation de l'Éridan
- NGC 1190 - une galaxie elliptique
- NGC 1215 - une galaxie spirale
- NGC 1220 - un amas ouvert dans la constellation de Persée
- NGC 1232 - une galaxie spirale dans la constellation de l'Éridan
- NGC 1245 - un amas ouvert dans la constellation de Persée
- NGC 1253 - une galaxie spirale dans la constellation de l'Éridan
- NGC 1265 - une radiogalaxie principale de l'Amas de Persée
- NGC 1261 - un amas globulaire dans la constellation de l'Horloge
- NGC 1275 - Perseus A, une galaxie elliptique particulière dans la constellation de Persée
- NGC 1300 - une galaxie spirale barrée dans la constellation de l'Éridan
- NGC 1313 - une galaxie active
- NGC 1316 - une galaxie elliptique dans la constellation du Fourneau
- NGC 1317 - une galaxie spirale déformée dans la constellation du Fourneau (Note : NGC 1316 et NGC 1317 sont parfois appelées collectivement les « radiogalaxies du Fourneau » car elles sont de puissantes sources d'ondes radio)
- NGC 1337 - une galaxie spirale dans la constellation de l'Éridan
- NGC 1357 - une galaxie spirale
- NGC 1358 - une galaxie de Seyfert
- NGC 1360 - une nébuleuse planétaire diffuse
- NGC 1365 - une galaxie spirale barrée dans la constellation du Fourneau
- NGC 1381 - une galaxie spirale
- NGC 1398 - une galaxie spirale barrée dans la constellation du Fourneau
- NGC 1404 - une galaxie elliptique dans la constellation du Fourneau
- NGC 1432 - un objet dans les Pléiades
- NGC 1435 - une nébuleuse par réflexion dans les Pléiades
- NGC 1491 - une nébuleuse en émission dans la constellation de Persée
- NGC 1499 - une nébuleuse en émission, nébuleuse Californie dans la constellation de Persée
- NGC 1501 - une nébuleuse planétaire dans la constellation de la Girafe
- NGC 1502 - un amas ouvert dans la constellation de la Girafe
- NGC 1512 - une galaxie spirale dans la constellation de l'Horloge
- NGC 1514 - une nébuleuse planétaire dans la constellation du Taureau
- NGC 1528 - un amas ouvert dans la constellation de Persée
- NGC 1530 - une galaxie spirale dans la constellation de la Girafe
- NGC 1531 - une galaxie elliptique dans la constellation de l'Éridan
- NGC 1532 - une galaxie spirale dans la constellation de l'Éridan
- NGC 1535 - une nébuleuse planétaire dans la constellation de l'Éridan
- NGC 1555 - une nébuleuse diffuse la Nébuleuse variable de Hind dans la constellation du Taureau
- NGC 1560 - une galaxie spirale
- NGC 1566 - une galaxie de Seyfert dans la constellation de la Dorade
- NGC 1569 - une galaxie irrégulière dans la constellation de la Girafe
- NGC 1579 - une nébuleuse diffuse dans la constellation de Persée
- NGC 1637 - une galaxie spirale
- NGC 1647 - un amas ouvert dans la constellation du Taureau
- NGC 1651 - un amas globulaire du Grand Nuage de Magellan (constellation de la Dorade)
- NGC 1664 - un amas ouvert dans la constellation du Cocher
- NGC 1672 - une galaxie spirale barrée dans la constellation de la Dorade
- NGC 1714, NGC 1715 - un complexe nébuleux dans le Grand Nuage de Magellan
- NGC 1721, NGC 1723, NGC 1725 et NGC 1728 - un petit groupe de galaxies dans la constellation de l'Éridan
- NGC 1746 - un amas ouvert dans la constellation du Taureau
- NGC 1783 - un amas globulaire du Grand Nuage de Magellan (constellation de la Dorade)
- NGC 1784 - une galaxie spirale dans la constellation du Lièvre
- NGC 1788 - une nébuleuse par réflexion dans la constellation d'Orion
- NGC 1808 - une galaxie de Seyfert dans la constellation de la Colombe
- NGC 1807 et NGC 1817 - deux amas ouverts dans la constellation du Taureau
- NGC 1850 - un amas globulaire dans le Grand Nuage de Magellan (constellation de la Dorade)
- NGC 1851 - un amas globulaire dans la constellation de la Colombe
- NGC 1857 - un amas ouvert dans la constellation du Cocher
- NGC 1883 - un amas ouvert dans la constellation du Cocher
- NGC 1893 - un amas ouvert dans la constellation du Cocher
- NGC 1898 - un amas globulaire du Grand Nuage de Magellan (constellation de la Dorade)
- NGC 1904 - M79, un amas globulaire dans la constellation du Lièvre
- NGC 1907 - un amas ouvert dans la constellation du Cocher
- NGC 1909 - une nébuleuse par réflexion dans la constellation de l'Eridan connue sous le nom de Tête de sorcière
- NGC 1912 - M38, un amas ouvert dans la constellation du Cocher
- NGC 1931 - une nébuleuse dans la constellation du Cocher
- NGC 1952 - M1, la nébuleuse du Crabe, un rémanent de supernova dans le Taureau associé à la supernova historique SN 1054
- NGC 1960 - M36, un amas ouvert dans la constellation du Cocher
- NGC 1961 - une galaxie spirale déformée (galaxie particulière) dans la constellation de la Girafe
- NGC 1964 - une galaxie spirale dans la constellation du Lièvre
- NGC 1973, NGC 1975, NGC 1977 - une nébuleuse par réflexion dans la constellation d'Orion
- NGC 1976 - M42, la nébuleuse d'Orion, dans la constellation d'Orion
- NGC 1977 - un amas ouvert et une nébuleuse diffuse dans la constellation d'Orion
- NGC 1978 - un amas globulaire du Grand Nuage de Magellan (constellation de la Dorade)
- NGC 1982 - M43, une nébuleuse en émission et une nébuleuse par réflexion (Nébuleuse de De Mairan), dans la constellation d'Orion
- NGC 1985 - une nébuleuse dans la constellation du Cocher
- NGC 1990 - une nébuleuse par réflexion dans la constellation d'Orion
- NGC 1999 - une nébuleuse par réflexion dans la constellation d'Orion

## 2001-3000
- NGC 2005 - un amas globulaire du Grand Nuage de Magellan (constellation de la Dorade)
- NGC 2010 - un amas ouvert du Grand Nuage de Magellan (constellation de la Table)
- NGC 2014 - une nébuleuse dans le Grand Nuage de Magellan, connue aussi sous le nom Heinze 55
- NGC 2019 - un amas globulaire du Grand Nuage de Magellan (constellation de la Dorade)
- NGC 2022 - une nébuleuse planétaire dans la constellation d'Orion
- NGC 2023 - une nébuleuse par réflexion bleue près de la nébuleuse de la Tête de Cheval dans la constellation d'Orion
- NGC 2024 - une nébuleuse diffuse, la nébuleuse de la Flamme, près de la nébuleuse de la Tête de Cheval dans la constellation d'Orion
- NGC 2068 - M78, une nébuleuse diffuse dans la constellation d'Orion
- NGC 2070 - la nébuleuse de la Tarentule
- NGC 2071 - une nébuleuse par réflexion dans la constellation d'Orion
- NGC 2080 - la nébuleuse Tête de fantôme, dans le Grand Nuage de Magellan (constellation de la Dorade)
- NGC 2099 - M37, un amas ouvert dans la constellation du Cocher
- NGC 2129 - un amas ouvert dans la constellation des Gémeaux
- NGC 2141 - un amas ouvert dans la constellation d'Orion
- NGC 2146 - une galaxie spirale barrée dans la constellation de la Girafe
- NGC 2158 - un amas ouvert dans la constellation des Gémeaux
- NGC 2168 - M35, un amas ouvert dans la constellation des Gémeaux
- NGC 2169 - un amas ouvert dans la constellation d'Orion
- NGC 2173 - un amas globulaire dans le Grand Nuage de Magellan (constellation de la Dorade)
- NGC 2174 - une nébuleuse en émission nébuleuse de la Tête de singe dans la constellation d'Orion
- NGC 2175 - un amas ouvert dans la constellation d'Orion
- NGC 2194 - un amas ouvert dans la constellation d'Orion
- NGC 2204 - un amas ouvert dans la constellation du Grand Chien
- NGC 2207 - une grande galaxie spirale dans la constellation du Grand Chien
- NGC 2215 - un amas ouvert dans la constellation de la Licorne
- NGC 2217 - une galaxie spirale barrée dans la constellation du Grand Chien
- NGC 2237 - la nébuleuse de la Rosette dans la constellation de la Licorne
- NGC 2238 - une partie de la Nébuleuse de la Rosette
- NGC 2239 - une partie de la Nébuleuse de la Rosette
- NGC 2243 - un amas ouvert dans la constellation du Grand Chien
- NGC 2244 - un amas ouvert au sein de la Nébuleuse de la Rosette dans la constellation de la Licorne
- NGC 2246 - une partie de la Nébuleuse de la Rosette dans la constellation de la Licorne
- NGC 2261 - une nébuleuse variable, la nébuleuse variable de Hubble dans la constellation de la Licorne
- NGC 2264 - la nébuleuse de l'Arbre de Noël, dans la constellation de la Licorne
- NGC 2266 - un amas ouvert dans la constellation des Gémeaux
- NGC 2276 - une galaxie spirale irrégulière
- NGC 2281 - un amas ouvert dans la constellation du Cocher.
- NGC 2287 - M41, un amas ouvert dans la constellation du Grand Chien
- NGC 2298 - un amas globulaire dans la constellation de la Poupe
- NGC 2300 - une galaxie elliptique, sœur de NGC 2276
- NGC 2301 - un amas ouvert dans la constellation de la Licorne
- NGC 2323 - M50, un amas ouvert dans la constellation de la Licorne
- NGC 2336 - une grande galaxie spirale dans la constellation de la Girafe en direction de α Ursae Minoris
- NGC 2339 - une galaxie spirale dans la constellation des Gémeaux
- NGC 2346 - une nébuleuse planétaire dans la constellation de la Licorne
- NGC 2349 - un amas ouvert dans la constellation de la Licorne
- NGC 2353 - un amas ouvert dans la constellation de la Licorne
- NGC 2354 - un amas ouvert dans la constellation du Grand Chien
- NGC 2355 - un amas ouvert dans la constellation des Gémeaux
- NGC 2362 - un amas ouvert dans la constellation du Grand Chien
- NGC 2359 - une nébuleuse en émission, le casque de Thor, dans la constellation du Grand Chien
- NGC 2360 - un amas ouvert dans la constellation du Grand Chien
- NGC 2362 - un très jeune amas ouvert dans la constellation du Grand Chien
- NGC 2366 - une galaxie naine irrégulière barrée dans la constellation de la Girafe
- NGC 2371 et NGC 2372 - sont une seule nébuleuse planétaire dans la constellation des Gémeaux
- NGC 2374 - un amas ouvert dans la constellation du Grand Chien
- NGC 2392 - une nébuleuse planétaire, la nébuleuse de l'Esquimau, la nébuleuse du Clown dans la constellation des Gémeaux
- NGC 2403 - une galaxie spirale dans la constellation de la Girafe
- NGC 2409 - un amas ouvert dans la constellation de la Poupe
- NGC 2419 - un amas globulaire, le vagabond intergalactique dans la constellation du Lynx (Interglactic Tramp ou Intergalactic Wanderer)
- NGC 2420 - un amas ouvert dans la constellation des Gémeaux
- NGC 2422 - M47, un amas ouvert dans la constellation de la Poupe
- NGC 2423 - un amas ouvert dans la constellation de la Poupe
- NGC 2437 - M46, un amas ouvert dans la constellation de la Poupe
- NGC 2438 - une nébuleuse planétaire dans la constellation de la Poupe
- NGC 2440 - une nébuleuse planétaire dans la constellation de la licorne
- NGC 2442 - une galaxie spirale dans la constellation du Poisson Volant
- NGC 2447 - M93, un amas ouvert dans la constellation de la Poupe
- NGC 2451 - un amas ouvert dans la constellation de la Poupe
- NGC 2460 - une galaxie spirale dans la constellation de la Girafe
- NGC 2500 - une galaxie spirale barrée dans la constellation du Lynx
- NGC 2537 - une galaxie spirale dans la constellation du Lynx
- NGC 2523 - une galaxie spirale barrée dans la constellation de la Girafe
- NGC 2541 - une galaxie spirale dans la constellation du Lynx
- NGC 2552 - une galaxie
- NGC 2548 - M48, un amas ouvert dans la constellation de l'Hydre
- NGC 2623 - une galaxie en interaction dans la constellation du Cancer
- NGC 2632 - M44, l'amas de la Ruche ou l'amas de la Crèche, connue aussi sous le nom Praesepe, dans la constellation du Cancer
- NGC 2655 - une galaxie spirale barrée dans la constellation de la Girafe
- NGC 2682 - M67, un amas ouvert dans la constellation du Cancer
- NGC 2683 - une galaxie spirale dans la constellation du Lynx
- NGC 2685 - une galaxie lenticulaire particulière dans la constellation de la Grande Ourse
- NGC 2715 - une galaxie spirale dans la constellation de la Girafe
- NGC 2723, une galaxie lenticulaire située dans la constellation de l'Hydre
- NGC 2736 - la nébuleuse du Crayon, un rémanent de supernova dans la constellation des Voiles
- NGC 2775 - une galaxie spirale très enroulée dans la constellation du Cancer
- NGC 2776 - une galaxie spirale dans la constellation du Lynx
- NGC 2782 - une galaxie spirale dans la constellation du Lynx
- NGC 2798 - une galaxie spirale barrée dans la constellation du Lynx
- NGC 2818 - une nébuleuse planétaire située dans la constellation du Compas
- NGC 2818A - un amas ouvert situé dans la constellation du Compas
- NGC 2841 - une galaxie spirale très enroulée dans la constellation de la Grande Ourse, légèrement plus grande que la Voie lactée
- NGC 2859 - une galaxie spirale dans la constellation du Petit Lion
- NGC 2903 - une galaxie spirale barrée dans la constellation du Lion
- NGC 2935 - une galaxie spirale peu lumineuse dans la constellation de l'Hydre
- NGC 2964 - une galaxie
- NGC 2968 - une galaxie
- NGC 2976 - une galaxie spirale dans la constellation de la Grande Ourse
- NGC 2997 - une galaxie spirale dans la constellation de la Machine pneumatique

## 3001-4000
- NGC 3003 - une galaxie dans la constellation du Petit Lion
- NGC 3031 - M81, une galaxie spirale galaxie de Bode, dans la constellation de la Grande Ourse
- NGC 3034 - M82, une galaxie irrégulière parfois appelée la Galaxie du Cigare dans la constellation de la Grande Ourse
- NGC 3077 - une galaxie irrégulière dans la constellation de la Grande Ourse
- NGC 3079 - une galaxie spirale dans la constellation de la Grande Ourse
- NGC 3109 - une galaxie irrégulière aux frontières du groupe local dans la constellation de l'Hydre
- NGC 3115 - une galaxie dans la constellation du Sextant
- NGC 3132 - une nébuleuse planétaire dans la constellation de la Machine pneumatique, parfois appelé Eight Burst Nebula ou Southern Ring Nebula
- NGC 3158 - une galaxie dans la constellation du Petit Lion
- NGC 3184 - une galaxie dans la constellation de la Grande Ourse
- NGC 3190 - une galaxie spirale dans la constellation du Lion
- NGC 3198 - une galaxie spirale dans la constellation de la Grande Ourse
- NGC 3201 - un amas globulaire dans la constellation des Voiles
- NGC 3227 - une galaxie elliptique dans la constellation du Lion
- NGC 3242 - une nébuleuse planétaire dans la constellation de l'Hydre
- NGC 3293 - un jeune amas ouvert dans la constellation de la Carène
- NGC 3310 - une galaxie starburst dans la constellation de la Grande Ourse
- NGC 3311 - une galaxie elliptique dans la constellation de l'Hydre
- NGC 3312 - une galaxie spirale dans la constellation de l'Hydre
- NGC 3314 - une paire de galaxie spirale se chevauchant dans la constellation de l'Hydre
- NGC 3344 - une galaxie dans la constellation du Petit Lion
- NGC 3351 - M95, une galaxie spirale barrée dans la constellation du Lion
- NGC 3359 - une galaxie spirale dans la constellation de la Grande Ourse
- NGC 3367 - une galaxie spirale dans la constellation du Lion
- NGC 3368 - M96, une galaxie spirale dans la constellation du Lion
- NGC 3370 - une galaxie spirale dans la constellation du Lion
- NGC 3372 - la nébuleuse du Trou de Serrure ou nébuleuse de la Carène, dans la constellation de la Carène
- NGC 3377 - une galaxie elliptique dans la constellation du Lion
- NGC 3379 - M105, une galaxie elliptique dans la constellation du Lion
- NGC 3384 - une galaxie spirale dans la constellation du Lion
- NGC 3395 - une galaxie spirale dans la constellation du Petit Lion
- NGC 3432 - une galaxie spirale dans la constellation du Petit Lion
- NGC 3521 - une galaxie spirale dans la constellation du Lion
- NGC 3556 - M108, une galaxie spirale dans la constellation de la Grande Ourse
- NGC 3576 - une nébuleuse dans la constellation de la Carène
- NGC 3580 - une galaxie lenticulaire dans la constellation du Lion
- NGC 3587 - M97, une nébuleuse planétaire la nébuleuse du Hibou ou nébuleuse de la chouette, dans la constellation de la Grande Ourse
- NGC 3596 - une galaxie spirale dans la constellation du Lion
- NGC 3603 - un amas globulaire dans la constellation de la Carène
- NGC 3607 - une galaxie spirale dans la constellation du Lion
- NGC 3621 - une galaxie spirale sans bulbe, dans la constellation de l'Hydre
- NGC 3623 - M65, une galaxie spirale dans la constellation du Lion
- NGC 3627 - M66, une galaxie spirale dans la constellation du Lion
- NGC 3628 - une galaxie spirale dans la constellation du Lion
- NGC 3631 - une galaxie spirale dans la constellation de la Grande Ourse
- NGC 3642 - une galaxie spirale dans la constellation de la Grande Ourse
- NGC 3718 - une galaxie spirale dans la constellation de la Grande Ourse
- NGC 3726 - une galaxie spirale dans la constellation de la Grande Ourse
- NGC 3745 - une nébuleuse obscure, la Nébuleuse du Cône dans la constellation de la Licorne
- NGC 3877 - une galaxie spirale barrée dans la constellation de la Grande Ourse
- NGC 3941 - une galaxie dans la constellation de la Grande Ourse
- NGC 3945 - une galaxie spirale dans la constellation de la Grande Ourse
- NGC 3949 - une galaxie spirale dans la constellation de la Grande Ourse
- NGC 3953 - une galaxie spirale dans la constellation de la Grande Ourse
- NGC 3982 - une galaxie spirale dans la constellation de la Grande Ourse
- NGC 3992 - M109, une galaxie spirale barrée dans la constellation de la Grande Ourse

## 4001-5000
- NGC 4013 - une galaxie spirale dans la constellation de la Grande Ourse
- NGC 4026 - une galaxie dans la constellation de la Grande Ourse
- NGC 4027 - une galaxie spirale déformée
- NGC 4030 - une galaxie spirale dans la constellation de la Vierge
- NGC 4038, NGC 4039 - galaxies en interaction, les galaxies particulières des Antennes, un couple de galaxies en collision, dans la constellation du Corbeau
- NGC 4051 - une galaxie spirale dans la constellation de la Grande Ourse
- NGC 4088 - une galaxie dans la constellation de la Grande Ourse
- NGC 4111 - une galaxie dans la constellation des Chiens de chasse
- NGC 4123 - une galaxie spirale barrée dans la constellation de la Vierge
- NGC 4136 - une galaxie spirale dans la constellation de la Chevelure de Bérénice
- NGC 4147 - un amas globulaire dans la constellation de la Chevelure de Bérénice
- NGC 4157 - une galaxie dans la constellation de la Grande Ourse
- NGC 4192 - M98, une galaxie spirale dans la constellation de la Chevelure de Bérénice, elle fait partie de l'amas de la Vierge
- NGC 4214 - une galaxie irrégulière de formation d'étoiles dans la constellation des Chiens de chasse
- NGC 4216 - une galaxie spirale barrée dans la constellation de la Vierge
- NGC 4236 - une galaxie spirale barrée dans la constellation du Dragon
- NGC 4244 - une galaxie spirale dans la constellation des Chiens de chasse
- NGC 4254 - M99, une galaxie spirale dans la constellation de la Chevelure de Bérénice, elle fait partie de l'amas de la Vierge
- NGC 4258 - M106, une galaxie spirale dans la constellation des Chiens de chasse
- NGC 4274 - une galaxie dans la constellation de la Chevelure de Bérénice
- NGC 4298 - une galaxie spirale dans la constellation de la Chevelure de Bérénice
- NGC 4302 - une galaxie spirale dans la constellation de la Chevelure de Bérénice
- NGC 4303 - M61, une galaxie spirale barrée dans la constellation de la Vierge, elle fait partie de l'Amas de la Vierge
- NGC 4321 - M100, une galaxie spirale dans la constellation de la Chevelure de Bérénice, elle fait partie de l'amas de la Vierge
- NGC 4361 - une nébuleuse planétaire dans la constellation du Corbeau
- NGC 4374 - M84, une galaxie elliptique dans la constellation de la Vierge, elle fait partie de l'Amas de la Vierge
- NGC 4382 - M85, une galaxie lenticulaire dans la constellation de la Chevelure de Bérénice elle fait partie de l'amas de la Vierge
- NGC 4388 - une galaxie dans la constellation de la Vierge
- NGC 4395 - une galaxie spirale irrégulière dans la constellation des Chiens de chasse
- NGC 4406 - M86, une galaxie elliptique dans la constellation de la Vierge, elle fait partie de l'Amas de la Vierge
- NGC 4414 - une galaxie spirale dans la constellation de la Chevelure de Bérénice
- NGC 4438 - une galaxie dans la constellation de la Vierge
- NGC 4448 - une galaxie spirale dans la constellation de la Chevelure de Bérénice
- NGC 4449 - une galaxie irrégulière dans la constellation des Chiens de chasse
- NGC 4472 - M49, une galaxie elliptique dans la constellation de la Vierge, elle fait partie de l'Amas de la Vierge
- NGC 4485 - une galaxie irrégulière dans la constellation des Chiens de chasse
- NGC 4486 - M87, une galaxie elliptique particulière la galaxie Virgo A dans la constellation de la Vierge, elle fait partie de l'amas de la Vierge
- NGC 4490 - une galaxie spirale dans la constellation des Chiens de chasse
- NGC 4494 - une galaxie dans la constellation de la Chevelure de Bérénice
- NGC 4496A - une galaxie spirale dans la constellation de la Vierge
- NGC 4501 - M88, une galaxie spirale dans la constellation de la Chevelure de Bérénice, elle fait partie de l'Amas de la Vierge
- NGC 4504 - une galaxie spirale dans la constellation de la Vierge
- NGC 4517 - une galaxie spirale dans la constellation de la Vierge
- NGC 4526 - une galaxie dans la constellation de la Vierge
- NGC 4535 - une galaxie spirale dans la constellation de la Vierge
- NGC 4536 - une galaxie spirale dans la constellation de la Vierge
- NGC 4548 - M91, une galaxie spirale barrée dans la constellation de la Chevelure de Bérénice, elle fait partie de l'amas de la Vierge
- NGC 4552 - M89, une galaxie elliptique dans la constellation de la Vierge, elle fait partie de l'amas de la Vierge
- NGC 4559 - une galaxie spirale dans la constellation de la Chevelure de Bérénice
- NGC 4565 - une galaxie spirale dans la constellation de la Chevelure de Bérénice faisant partie de l'amas de la Vierge
- NGC 4567 - une galaxie spirale dans la constellation de la Vierge, avec NGC 4568, elle forme une paire de galaxies dans l'amas de la Vierge qui sont très proches l'une de l'autre ou qui vont entrer en collision, parfois appelées les Siamoises
- NGC 4568 - une galaxie spirale dans la constellation de la Vierge, avec NGC 4567, elle forme une paire de galaxies dans l'amas de la Vierge qui sont très proches l'une de l'autre ou qui vont rentrer en collision, parfois appelée les Siamoises
- NGC 4569 - M90, une galaxie spirale dans la constellation de la Vierge, elle fait partie de l'Amas de la Vierge
- NGC 4579 - M58, une galaxie spirale barrée dans la constellation de la Vierge, elle fait partie de l'Amas de la Vierge
- NGC 4590 - M68, un amas globulaire dans la constellation de l'Hydre
- NGC 4593 - une galaxie spirale barrée dans la constellation de la Vierge
- NGC 4594 - une galaxie spirale dans la constellation de la Vierge, la M104, la galaxie du Sombrero, fait partie de l'amas de la Vierge
- NGC 4605 - une galaxie dans la constellation de la Grande Ourse
- NGC 4621 - M59, une galaxie elliptique dans la constellation de la Vierge, elle fait partie de l'amas de la Vierge
- NGC 4622 - une galaxie spirale en rotation inverse dans la constellation du Centaure
- NGC 4627 - Petite galaxie elliptique, compagne de NGC 4631
- NGC 4631 - une galaxie spirale dans la constellation des Chiens de chasse la galaxie de la Baleine est légèrement déformée à cause de l'interaction avec une galaxie naine toute proche
- NGC 4649 - M60, une galaxie elliptique dans la constellation de la Vierge, elle fait partie de l'amas de la Vierge
- NGC 4650A - une galaxie à anneau polaire
- NGC 4654 - une galaxie spirale dans la constellation de la Vierge
- NGC 4656 - une galaxie irrégulière dans la constellation des Chiens de chasse
- NGC 4666 - une galaxie spirale dans la constellation de la Vierge
- NGC 4676 A et B - Deux galaxies en interaction, dans la constellation de la Chevelure de Bérénice
- NGC 4679 - une galaxie spirale barrée dans la constellation du Centaure
- NGC 4699 - une galaxie spirale dans la constellation de la Vierge
- NGC 4725 - une galaxie spirale barrée dans la constellation de la Chevelure de Bérénice
- NGC 4736 - M94, une galaxie spirale dans la constellation des Chiens de chasse
- NGC 4755 - un amas ouvert dans la constellation de la Croix du Sud, baptisée L'Écrin à bijoux
- NGC 4762 - une galaxie dans la constellation de la Vierge
- NGC 4781 - une galaxie spirale dans la constellation de la Vierge
- NGC 4826 - M64, une galaxie spirale la galaxie de l'Œil noir, dans la constellation de la Chevelure de Bérénice
- NGC 4881 - une galaxie elliptique géante dans amas de Coma
- NGC 4889 - une galaxie elliptique dans l'amas de Coma, dans la constellation de la Chevelure de Bérénice
- NGC 4939 - une galaxie spirale dans la constellation de la Vierge
- NGC 4945 - une galaxie spirale dans la constellation du Centaure
- NGC 4921 - une galaxie spirale barrée dans l'amas de Coma, dans la constellation de la Chevelure de Bérénice

## 5001-6000
- NGC 5005 - une galaxie spirale dans la constellation des Chiens de chasse
- NGC 5024 - M53, un amas globulaire dans la constellation de la Chevelure de Bérénice
- NGC 5053 - un amas globulaire dans la constellation de la Chevelure de Bérénice
- NGC 5054 - une galaxie spirale dans la constellation de la Vierge
- NGC 5055 - M63, une galaxie spirale, la galaxie du Tournesol, dans la constellation des Chiens de chasse
- NGC 5068 - une galaxie spirale barrée dans la constellation de la Vierge
- NGC 5078 - une galaxie lenticulaire
- NGC 5084 - une galaxie lenticulaire dans la constellation de la Vierge
- NGC 5128 - Centaurus A, une radiogalaxie géante ; c'est la radiogalaxie la plus proche
- NGC 5139 - l'amas globulaire Omega Centauri
- NGC 5170 - une galaxie spirale dans la constellation de la Vierge
- NGC 5189 - une nébuleuse planétaire
- NGC 5194 - M51, une galaxie spirale la galaxie du Tourbillon, dans la constellation des Chiens de chasse
- NGC 5195 - une galaxie irrégulière dans la constellation du Bouvier, galaxie sœur de la galaxie du Tourbillon
- NGC 5236 - M83, la Southern Pinwheel Galaxy, dans la constellation de l'Hydre
- NGC 5247 - une galaxie spirale dans la constellation de la Vierge
- NGC 5248 - une galaxie spirale dans la constellation du Bouvier
- NGC 5272 - M3, un amas globulaire dans la constellation des Chiens de chasse
- NGC 5300 - une galaxie spirale dans la constellation de la Vierge
- NGC 5301 - une galaxie spirale dans la constellation des Chiens de chasse
- NGC 5364 - une galaxie spirale dans la constellation de la Vierge
- NGC 5398 - une galaxie spirale
- NGC 5426 - une galaxie spirale dans la constellation de la Vierge
- NGC 5427 - une galaxie spirale dans la constellation de la Vierge
- NGC 5457 - M101, une galaxie spirale, la Pinwheel Galaxy, dans la constellation de la Grande Ourse
- NGC 5466 - un amas globulaire épars dans la constellation du Bouvier
- NGC 5474 - une galaxie spirale irrégulière près de M101
- NGC 5523 - une galaxie spirale dans la constellation du Bouvier
- NGC 5566 - une galaxie spirale barrée dans la constellation de la Vierge
- NGC 5584 - une galaxie spirale dans la constellation de la Vierge
- NGC 5614 - une galaxie spirale dans la constellation du Bouvier
- NGC 5634 - un amas globulaire dans la constellation de la Vierge
- NGC 5641 - une galaxie spirale barrée dans la constellation du Bouvier
- NGC 5660 - une galaxie spirale dans la constellation du Bouvier
- NGC 5668 - une galaxie spirale dans la constellation de la Vierge
- NGC 5669 - une galaxie particulière dans la constellation du Bouvier
- NGC 5676 - une galaxie spirale dans la constellation du Bouvier
- NGC 5679 - un groupe visuel de galaxies dans la constellation de la Vierge
- NGC 5689 - une galaxie spirale barrée dans la constellation du Bouvier
- NGC 5701 - une galaxie spirale dans la constellation de la Vierge
- NGC 5740 - une galaxie spirale dans la constellation de la Vierge
- NGC 5746 - une galaxie spirale dans la constellation de la Vierge
- NGC 5749 - un amas ouvert dans la constellation du Loup
- NGC 5806 - une galaxie spirale Sb dans la constellation de la Vierge
- NGC 5813 - une galaxie elliptique dans la constellation de la Vierge
- NGC 5822 - un amas ouvert dans la constellation du Loup
- NGC 5824 - un amas globulaire dans la constellation du Loup
- NGC 5866 - M102, une galaxie lenticulaire dans la constellation du Dragon
- NGC 5882 - une nébuleuse planétaire dans la constellation du Loup
- NGC 5904 - M5, un amas globulaire dans la constellation du Serpent
- NGC 5905 - une galaxie spirale barrée dans la constellation du Dragon
- NGC 5907 - une galaxie spirale dans la constellation du Dragon
- NGC 5908 - une galaxie spirale dans la constellation du Dragon
- NGC 5921 - une galaxie spirale dans la constellation du Serpent
- NGC 5962 - une galaxie spirale
- NGC 5964 - une galaxie spirale
- NGC 5981-82-85 - groupe de trois galaxies
- NGC 5982 - une galaxie spirale dans la constellation du Dragon forme avec NGC 5981 et NGC 5985 un groupe de trois galaxies
- NGC 5985 - une galaxie spirale dans la constellation du Dragon forme avec NGC 5981 et NGC 5982 un groupe de trois galaxies
- NGC 5986 - un amas globulaire dans la constellation du Loup

## 6001-7000
- NGC 6027 - un groupe de six galaxies (spirales et lenticulaires), le Sextette de Seyfert dans la constellation du Serpent
- NGC 6058 - une nébuleuse planétaire dans la constellation d'Hercule
- NGC 6087 - un amas ouvert dans la constellation de la Règle
- NGC 6093 - M80, un amas globulaire dans la constellation du Scorpion
- NGC 6118 - une galaxie spirale, dans la constellation du Serpent
- NGC 6121 - M4, un amas globulaire dans la constellation du Scorpion
- NGC 6144 - un amas globulaire dans la constellation du Scorpion
- NGC 6164, NGC 6165 - une bulle gazeuse autour de l'étoile Wolf-Rayet HD 148937
- NGC 6171 - M107, un amas globulaire très épars dans la constellation d'Ophiuchus
- NGC 6188 - une nébuleuse de réflexion
- NGC 6193 - une nébuleuse
- NGC 6205 - M13, l'Amas d'Hercule, un amas globulaire dans la constellation d'Hercule
- NGC 6207 - une galaxie spirale dans la constellation d'Hercule
- NGC 6209 - une galaxie spirale dans la constellation de l'Oiseau de paradis
- NGC 6210 - une nébuleuse planétaire dans la constellation d'Hercule
- NGC 6218 - M12, un amas globulaire dans la constellation d'Ophiuchus
- NGC 6229 - un amas globulaire dans la constellation d'Hercule
- NGC 6231 - un amas dans la constellation du Scorpion
- NGC 6235 - un amas globulaire dans la constellation d'Ophiuchus
- NGC 6240 - une paire de galaxies, dites de l'étoile de mer dans la constellation d'Ophiuchus
- NGC 6242 - un amas ouvert dans la constellation du Scorpion
- NGC 6268 - un amas ouvert dans la constellation du Scorpion
- NGC 6254 - M10, un amas globulaire dans la constellation d'Ophiuchus
- NGC 6266 - M62, un amas globulaire dans la constellation d'Ophiuchus
- NGC 6273 - M19, un amas globulaire dans la constellation d'Ophiuchus
- NGC 6284 - un amas globulaire dans la constellation d'Ophiuchus
- NGC 6293 - un amas globulaire dans la constellation d'Ophiuchus
- NGC 6302 - une nébuleuse planétaire, la nébuleuse de l'Insecte ou la nébuleuse du Papillon dans la constellation du Scorpion
- NGC 6304 - un amas globulaire dans la constellation d'Ophiuchus
- NGC 6309 - une nébuleuse planétaire, la nébuleuse de la Boîte dans la constellation d'Ophiuchus
- NGC 6316 - un amas globulaire dans la constellation d'Ophiuchus
- NGC 6333 - M9, un amas globulaire dans la constellation d'Ophiuchus
- NGC 6334 - une nébuleuse en émission, la nébuleuse de la Patte de Chat dans la constellation du Scorpion
- NGC 6340 - une galaxie lenticulaire dans la constellation du Dragon
- NGC 6341 - M92, un amas globulaire dans la constellation d'Hercule
- NGC 6357 - une nébuleuse en émission dans la constellation du Scorpion
- NGC 6369 - une nébuleuse planétaire dans la constellation d'Ophiuchus
- NGC 6374 - un amas ouvert dans la constellation du Scorpion
- NGC 6383 - un amas ouvert dans la constellation du Scorpion
- NGC 6384 - une galaxie spirale dans la constellation d'Ophiuchus
- NGC 6397 - un amas globulaire dans la constellation de l'Autel
- NGC 6400 - un amas ouvert dans la constellation du Scorpion
- NGC 6402 - M14, un amas globulaire dans la constellation d'Ophiuchus
- NGC 6405 - M6 un amas ouvert, l'amas du Papillon, dans la constellation du Scorpion
- NGC 6426 - un amas globulaire dans la constellation d'Ophiuchus
- NGC 6441 - un amas globulaire dans la constellation du Scorpion
- NGC 6445 - une nébuleuse planétaire dans la constellation du Sagittaire
- NGC 6451 - un amas ouvert dans la constellation du Scorpion
- NGC 6469 - un amas ouvert dans la constellation du Sagittaire
- NGC 6475 - M7, un amas ouvert, l'amas de Ptolémée, dans la constellation du Scorpion
- NGC 6482 - une galaxie elliptique particulière dans la constellation d'Hercule
- NGC 6494 - M23, un amas ouvert dans la constellation du Sagittaire
- NGC 6503 - une galaxie spirale dans la constellation du Dragon
- NGC 6514 - M20 une nébuleuse en émission et par réflexion et aussi un amas ouvert, la nébuleuse Trifide, dans la constellation du Sagittaire
- NGC 6520 - un amas ouvert dans la constellation du Sagittaire
- NGC 6522 - un amas globulaire dans la constellation du Sagittaire, précisément dans la fenêtre de Baade, une région centrale de la Voie lactée où l'opacité est moins élevée.
- NGC 6523 - M8, une nébuleuse en émission, la nébuleuse de la Lagune, dans la constellation du Sagittaire
- NGC 6530 - la nébuleuse du Sablier et aussi un amas ouvert, dans la constellation du Sagittaire
- NGC 6531 - M21, un amas ouvert dans la constellation du Sagittaire
- NGC 6537 - la nébuleuse de l'Araignée rouge, dans la constellation du Sagittaire
- NGC 6539 - un amas globulaire, dans la constellation du Serpent
- NGC 6543 - une nébuleuse planétaire la NGC 6543 dans la constellation du Dragon
- NGC 6546 - un amas ouvert dans la constellation du Sagittaire
- NGC 6553 - un amas globulaire dans la constellation du Sagittaire
- NGC 6559 - une nébuleuse en émission dans la constellation du Sagittaire
- NGC 6563 - une nébuleuse planétaire dans la constellation du Sagittaire
- NGC 6567 - une nébuleuse planétaire, dans la constellation du Sagittaire
- NGC 6568 - un amas ouvert dans la constellation du Sagittaire
- NGC 6569 - un amas globulaire dans la constellation du Sagittaire
- NGC 6572 - une nébuleuse planétaire, dans la constellation d'Ophiuchus
- NGC 6589 - une nébuleuse par réflexion bleue
- NGC 6590 - une nébuleuse par réflexion bleue
- NGC 6603 - M24, un amas ouvert, le Nuage d'Étoiles du Sagittaire, dans la constellation du Sagittaire
- NGC 6604 - une nébuleuse en émission et un amas ouvert, dans la constellation du Serpent
- NGC 6605 - un amas ouvert, dans la constellation du Serpent
- NGC 6611 - M16, une nébuleuse en émission et un amas ouvert, la nébuleuse de l'Aigle, dans la constellation du Serpent
- NGC 6613 - M18, un amas ouvert dans la constellation du Sagittaire
- NGC 6618 - M17, une nébuleuse en émission et un amas ouvert, la nébuleuse Oméga, dans la constellation du Sagittaire
- NGC 6624 - un amas globulaire dans la constellation du Sagittaire
- NGC 6626 - M28, un amas globulaire dans la constellation du Sagittaire
- NGC 6629 - une nébuleuse planétaire dans la constellation du Sagittaire
- NGC 6633 - un amas ouvert dans la constellation d'Ophiuchus
- NGC 6637 - M69, un amas globulaire dans la constellation du Sagittaire
- NGC 6638 - un amas globulaire dans la constellation du Sagittaire
- NGC 6643 - une galaxie spirale dans la constellation du Dragon
- NGC 6652 - un amas globulaire dans la constellation du Sagittaire
- NGC 6656 - M22, un amas globulaire dans la constellation du Sagittaire
- NGC 6664 - un amas ouvert, dans la constellation de l'Écu
- NGC 6670 - une paire de galaxies en interaction dans la constellation du Dragon
- NGC 6681 - M70, un amas globulaire dans la constellation du Sagittaire
- NGC 6694 - M26, un amas ouvert dans la constellation de l'Écu
- NGC 6705 - M11, un amas ouvert, l'amas du Canard Sauvage, dans la constellation de l'Écu
- NGC 6709 - un amas ouvert dans la constellation de l'Aigle
- NGC 6710 - une galaxie lenticulaire dans la constellation de la Lyre
- NGC 6712 - un amas globulaire, dans la constellation de l'Écu
- NGC 6715 - M54, un amas globulaire dans la constellation du Sagittaire
- NGC 6720 - M57, une nébuleuse planétaire, la nébuleuse de la Lyre ou nébuleuse de l'Anneau, dans la constellation de la Lyre
- NGC 6723 - un amas globulaire dans la constellation du Sagittaire
- NGC 6726, NGC 6727, NGC 6729 - la nébuleuse de la Couronne australe
- NGC 6741 - une nébuleuse planétaire dans la constellation de l'Aigle
- NGC 6744 - une galaxie spirale
- NGC 6745 - une masse formée par la collision de deux galaxies
- NGC 6751 - une nébuleuse planétaire dans la constellation de l'Aigle
- NGC 6752 - un amas globulaire dans la constellation du Paon
- NGC 6755 - un amas ouvert dans la constellation de l'Aigle
- NGC 6760 - un amas globulaire dans la constellation de l'Aigle
- NGC 6765 - une nébuleuse planétaire dans la constellation de la Lyre
- NGC 6764 - galaxie spirale barrée dans la constellation du Cygne
- NGC 6772 - une nébuleuse planétaire dans la constellation de l'Aigle
- NGC 6778 - une nébuleuse planétaire dans la constellation de l'Aigle
- NGC 6779 - M56, un amas globulaire dans la constellation de la Lyre
- NGC 6781 - une nébuleuse planétaire dans la constellation de l'Aigle
- NGC 6791 - un amas ouvert dans la constellation de la Lyre
- NGC 6802 - un amas ouvert dans la constellation du Petit Renard
- NGC 6803 - une nébuleuse planétaire dans la constellation de l'Aigle
- NGC 6804 - une nébuleuse planétaire dans la constellation de l'Aigle
- NGC 6809 - M55, un amas globulaire dans la constellation du Sagittaire
- NGC 6811 - un amas ouvert dans la constellation du Cygne
- NGC 6814 - une galaxie spirale dans la constellation de l'Aigle
- NGC 6818 - une nébuleuse planétaire dans la constellation du Sagittaire
- NGC 6819 - un amas ouvert dans la constellation du Cygne
- NGC 6820 - une nébuleuse en émission dans la constellation du Petit Renard
- NGC 6822 - une galaxie irrégulière, la Galaxie de Barnard, dans la constellation du Sagittaire
- NGC 6826 - une nébuleuse planétaire la nébuleuse Planétaire clignotante, la Blink Nebula dans la constellation du Cygne
- NGC 6838 - M71, un amas globulaire dans la constellation de la Flèche
- NGC 6842 - une nébuleuse planétaire dans la constellation du Cygne
- NGC 6853 - une nébuleuse planétaire, la M27 ou nébuleuse de Dumbbell, dans la constellation du Petit Renard
- NGC 6857 - une nébuleuse planétaire dans la constellation du Cygne
- NGC 6864 - M75, un amas globulaire dans la constellation du Sagittaire
- NGC 6871 - un amas ouvert dans la constellation du Cygne
- NGC 6884 - un nébuleuse planétaire dans la constellation du Cygne
- NGC 6882 - un amas ouvert dans la constellation du Cygne
- NGC 6888 - une nébuleuse, la nébuleuse du Croissant dans la constellation du Cygne
- NGC 6891 - une nébuleuse planétaire dans la constellation du Dauphin
- NGC 6894 - une nébuleuse planétaire dans la constellation du Cygne
- NGC 6902 - une galaxie spirale dans la constellation du Sagittaire
- NGC 6905 - une nébuleuse planétaire, la nébuleuse du Flash Bleu dans la constellation du Dauphin
- NGC 6907 - une galaxie spirale barrée dans la constellation du Capricorne
- NGC 6910 - un amas ouvert dans la constellation du Cygne
- NGC 6913 - M29, un amas ouvert dans la constellation du Cygne
- NGC 6914 - une nébuleuse
- NGC 6934 - un amas globulaire dans la constellation du Dauphin
- NGC 6939 - un amas ouvert dans la constellation de Céphée
- NGC 6940 - un amas ouvert dans la constellation du Petit Renard
- NGC 6946 - une galaxie spirale dans la constellation de Céphée
- NGC 6960 - la Petite Dentelle du Cygne, une partie d'un rémanent de supernova dans la constellation du Cygne
- NGC 6981 - M72, un amas globulaire dans la constellation du Verseau
- NGC 6984 - une galaxie spirale dans la constellation de l'Indien
- NGC 6992 - la Grande Dentelle du Cygne, une partie d'un rémanent de supernova dans la constellation du Cygne
- NGC 6994 - M73, un amas ouvert dans la constellation du Verseau
- NGC 6995 - un renforcement au sud de la Grande Dentelle du Cygne, une partie d'un rémanent de supernova dans la constellation du Cygne
- NGC 7000 - une nébuleuse en émission, la nébuleuse de l'Amérique du Nord dans la constellation du Cygne

## 7001-7840
- NGC 7006 - un amas globulaire dans la constellation du Dauphin
- NGC 7008 - une nébuleuse planétaire dans la constellation du Cygne
- NGC 7009 - une nébuleuse planétaire, la nébuleuse Saturne, dans la constellation du Verseau
- NGC 7015 - une galaxie dans la constellation du Petit Cheval
- NGC 7023 - une nébuleuse par réflexion et un amas ouvert, la nébuleuse de l'Iris dans la constellation de Céphée
- NGC 7026 - une nébuleuse planétaire dans la constellation du Cygne
- NGC 7027 - une nébuleuse planétaire dans la constellation du Cygne
- NGC 7048 - une nébuleuse planétaire dans la constellation du Cygne
- NGC 7049 - une galaxie elliptique dans la constellation de l'Indien
- NGC 7078 - M15, un amas globulaire dans la constellation de Pégase
- NGC 7086 - un amas ouvert dans la constellation du Cygne
- NGC 7088 - une nébuleuse fantôme que Joseph Baxendell a cru voir dans la constellation du Verseau
- NGC 7089 - M2, un amas globulaire dans la constellation du Verseau
- NGC 7092 - M39, un amas ouvert dans la constellation du Cygne
- NGC 7099 - M30, un amas globulaire dans la constellation du Capricorne
- NGC 7129 - une nébuleuse dans la constellation de Céphée
- NGC 7133 - une nébuleuse par réflexion dans la constellation de Céphée
- NGC 7139 - une nébuleuse planétaire dans la constellation de Céphée
- NGC 7156 - une galaxie spirale barrée dans la constellation de Pégase
- NGC 7172 - une galaxie spirale dans la constellation du Poisson austral
- NGC 7177 - une galaxie spirale barrée dans la constellation de Pégase
- NGC 7184 - une galaxie spirale dans la constellation du Verseau
- NGC 7217 - une galaxie spirale dans la constellation de Pégase
- NGC 7223 - une galaxie spirale dans la constellation du Lézard
- NGC 7241 - une galaxie spirale barrée dans la constellation de Pégase
- NGC 7250 - une galaxie irrégulière dans la constellation du Lézard
- NGC 7252 - deux galaxies en interaction dans la constellation du Verseau
- NGC 7284 - une galaxie spirale barrée dans la constellation du Verseau
- NGC 7285 - une galaxie spirale barrée dans la constellation du Verseau
- NGC 7290 - une galaxie spirale dans la constellation de Pégase
- NGC 7293 - une nébuleuse planétaire, la nébuleuse de l'Hélice, dans la constellation du Verseau
- NGC 7311 - une galaxie spirale dans la constellation de Pégase
- NGC 7314 - une galaxie spirale dans la constellation du Poisson austral
- NGC 7317 - une galaxie spirale dans la constellation de Pégase, elle fait partie du Quintette de Stephan
- NGC 7318A, NGC 7318B - deux galaxies du Quintette de Stephan
- NGC 7319 - une galaxie spirale, elle fait partie du Quintette de Stephan
- NGC 7320 - une galaxie spirale dans la constellation de Pégase, elle fait partie du Quintette de Stephan
- NGC 7320C - une galaxie, faisait partie du Quintette de Stephan
- NGC 7329 - une galaxie spirale barrée dans la constellation du Toucan
- NGC 7331 - une grande galaxie spirale dans la constellation de Pégase près du Quintette de Stephan
- NGC 7332 - une galaxie elliptique dans la constellation de Pégase, elle fait partie du Quintette de Stephan
- NGC 7339 - une galaxie spirale barrée dans la constellation de Pégase, elle fait partie du Quintette de Stephan
- NGC 7380 - un amas ouvert et une nébuleuse en émission dans la constellation de Céphée
- NGC 7419 - un amas ouvert dans la constellation de Céphée
- NGC 7424 - une galaxie spirale barrée dans la constellation de Grue
- NGC 7448 - une galaxie spirale dans la constellation de Pégase
- NGC 7457 - une galaxie lenticulaire dans la constellation de Pégase
- NGC 7469 - une galaxie spirale intermédiaire dans la constellation de Pégase
- NGC 7479 - une galaxie spirale barrée dans la constellation de Pégase
- NGC 7492 - un amas globulaire dans la constellation du Verseau
- NGC 7510 - un amas ouvert dans la constellation de Céphée
- NGC 7513 - une galaxie spirale barrée dans la constellation du Sculpteur
- NGC 7537 - une galaxie spirale dans la constellation des Poissons
- NGC 7541 - une galaxie spirale dans la constellation des Poissons
- NGC 7549 - une galaxie spirale barrée dans la constellation de Pégase
- NGC 7550 - une galaxie elliptique dans la constellation de Pégase
- NGC 7606 - une galaxie spirale dans la constellation du Verseau
- NGC 7619 - une galaxie elliptique dans la constellation des Poissons
- NGC 7635 - une nébuleuse planétaire, la nébuleuse de la Bulle, dans la constellation de Cassiopée
- NGC 7640 - une galaxie spirale barrée dans la constellation d'Andromède
- NGC 7654 - M52, un amas ouvert dans la constellation de Cassiopée
- NGC 7662 - une nébuleuse planétaire dans la constellation d'Andromède
- NGC 7678 - une galaxie spirale dans la constellation de Pégase
- NGC 7679 - -une galaxie lenticulaire dans la constellation des Poissons
- NGC 7721 - une galaxie spirale dans la constellation du Verseau
- NGC 7723 - une galaxie spirale dans la constellation du Verseau
- NGC 7727 - une galaxie spirale barrée dans la constellation du Verseau
- NGC 7741 - une galaxie spirale dans la constellation de Pégase
- NGC 7742 - une galaxie de Seyfert de type 2 dans la constellation de Pégase
- NGC 7753 - une galaxie spirale barrée dans la constellation de Pégase
- NGC 7789 - un amas ouvert dans la constellation de Cassiopée
- NGC 7805 - une galaxie spirale intermédiaire dans la constellation de Pégase
- NGC 7806 - une galaxie spirale dans la constellation de Pégase
- NGC 7814 - une galaxie spirale dans la constellation de Pégase
- NGC 7822 - une nébuleuse en émission dans la constellation de Céphée
- NGC 7840 - une galaxie spirale dans la constellation des Poissons